# William Guybon Atherstone
William Guybon Atherstone (1814–1898) era un médico, naturalista y geólogo, uno de los pioneros de geología sudafricana y un miembro en el Parlamento del Cabo.

## Vida
Llegó a Sudáfrica con sus padres como colonos de 1820. Su padre, Dr. John Atherstone, fue nombrado Cirujano del Distrito de Uitenhage en 1822. William, un joven de amplios intereses y habilidades sobresalientes, recibió su primer entrenamiento en la academia del Dr. James Rose Innes en Uitenhage, siendo el primer aprendiz a su padre y luego sirviendo como cirujano asistente en la Sexta Guerra Fronteriza entre los años 1834 y 1835. En 1836 estudió medicina en Dublín y fue admitido como MRCS al año siguiente, obteniendo un MD en Heidelberg, Alemania, en 1839, entonces regresando a Grahamstown en el mismo año y uniéndose a su padre en la práctica. Llevó a cabo investigaciones sobre la enfermedad pulmonar, la enfermedad del caballo y la fiebre transmitida por garrapatas. En 1847 fue el primer cirujano fuera de Europa y América en realizar una amputación con un anestésico. Esta operación, el 16 de junio de 1847, se realizó en el alguacil adjunto de Albany, Sr. F. Carlisle, y fue completamente exitosa. Al recuperarse de la anestesia, el paciente dijo: "¿Qué? ¿Me quité la pierna? ¡Imposible, no puedo creerlo! ... Es el mayor descubrimiento jamás realizado". En 1839 se despertó su interés en la geología, y desde esa fecha dedicó su tiempo libre resultante de una larga y exitosa carrera médica a la búsqueda de la ciencia geológica.
En 1857 publicó un relato de las rocas y fósiles de Uitenhage. También estudió muchas reptiles fósiles de los lechos de Karroo, y envió especímenes de estos al Museo Británico. Estos fueron descritos por Sir Richard Owen.
La identificación de Atherstone en 1867, con la ayuda de Peter MacOwan y HG Galpin, de un cristal encontrado en De Kalk cerca de Hopetown, como el Diamante Eureka, el primero encontrado en África, condujo indirectamente al establecimiento de la industria de diamantes de Sudáfrica. Él alentó el trabajo en Jagersfontein, y también llamó la atención ala tubería diamantífera en Kimberley, Sudáfrica. Fue en parte responsable de la fundación de la biblioteca de Grahamstown, el jardín botánico y, en 1855, el Museo de Albany . 
Viajó mucho por el este del Cabo, Namaqualand y Transvaal, recolectando minerales, fósiles, especímenes de plantas y semillas, y enviando material a Hooker en Kew. Era amigo de Andrew Geddes Bain, de fama de construcción de pases. Fue regalado el título de FRCS en 1863 y FGS en 1864. Él representó a Grahamstown como miembro del Parlamento desde 1881 hasta 1883, del cual fue elegido para el Consejo Legislativo donde sirvió hasta 1891. 
Lo conmemoran en el género Atherstonea Pappe y en los nombres de varios reptiles fósiles. Fue uno de los fundadores de la Sociedad Geológica de Sudáfrica en Johannesburgo en 1895. Murió con 83 años en Grahamstown, el 26 de junio de 1898.

## Familia
- Padre: John Atherstone * 25 de enero de 1793 Nottingham, Inglaterra. Murió en 1853 en Table Farm, Grahamstown.
- Madre: Elizabeth Damant * c1785. Murió en Table Farm, Grahamstown. Se casó con John Atherstone en 1811 en St John's, Westminster, Londres, Inglaterra.
- Hermanos:

1. John Craddock Atherstone;
2. William Guybon Atherstone;
3. Catherine Damant Atherstone;
4. Elizabeth Atherstone (nació en 1817);
5. Emily Atherstone;
6. John Frederick Korsten Atherstone;
7. Dicha Ann Atherstone;
8. Caroline Atherstone.

Su hijo era el ingeniero ferroviario Guybon Atherstone. 